# Ludwig vom Hagen (Regierungspräsident)
Freiherr Ludwig Philipp Wilhelm vom Hagen (* 11. Juni 1770 in Stöckey; † 7. Februar 1842 in Erfurt) war ein preußischer Jurist. Er leitete als Regierungspräsident den Regierungsbezirk Köln von 1818 bis 1825 sowie von 1825 bis 1831 den Regierungsbezirk Erfurt.

## Herkunft
Ludwig Philipp Wilhelm vom Hagen entstammte dem alten thüringischen Adelsgeschlecht vom Hagen.
Seine Eltern waren Wilhelm Adolph vom Hagen (* 11. Februar 1721; † 21. Februar 1787) und dessen Ehefrau Sophie Christine Juliane von Wintzigerode († 17. Januar 1797). Er hatte drei Brüder, darunter den Geheimen Oberfinanzrat Christoph Friedrich Wilhelm vom Hagen, und vier Schwestern.

## Laufbahn
Nach anfänglichem Privatunterricht beim Pfarrer des Ortes, ging er mit 10 Jahren auf das Pädagogium in Halle und schrieb sich 1787 für das Studium der Rechte an der Universität in Frankfurt (Oder) ein. Nach dem Studium war er einige Zeit in Freiburg/Saale im Bergfach beschäftigt und engagierte sich 1793 als Referendar bei der Kriegs- und Domänenkammer in Halberstadt. 1794 legte er das große Staatsexamen im Beisein des Ministers von Blumenthal ab. Nach einigen Monaten bei der Kriegs- und Domänenkammer in Magdeburg wurde er auf Vorschlag von Hardenbergs 1801 Kriegs- und Domänenrat in Halberstadt. Nach zwischenzeitlicher Tätigkeit in Kassel als Generalinspekteur der Domänen und Forsten des Königreichs Westphalen, kehrte er in preußische Dienste zurück, war ab 1814 Geheimer Regierungsrat und vortragender Rat im Finanzministerium, ab 1816 Vize- und ab 1818 Chef-Präsident in Köln, ab 1825 Chef-Präsident in Erfurt und nahm 1831 seinen Abschied.
Vom Hagen war Erb- und Gerichtsherr auf Nieder-Gebra und Burgsitz zu Bleicherode, Domherr des Domstifts zu Halberstadt, Ritter des Roten Adler-Ordens III. Klasse und des Johanniter-Ordens. 1812 verlieh ihm Jérôme Napoleon, König von Westphalen, ein westphälisches Adelsdiplom.

## Familie
Vom Hagen war zweimal verheiratet. 1792 heiratete er Christiane Friedericke Caroline Winzler, die am 23. August 1826 starb. Sie hatten fünf Töchter.
Am 31. März 1828 heiratete er Friederike Wilhelmine von Westernhagen (* 30. September 1795; † 27. Juni 1868).